# النجد (إب)

تعديل مصدري - تعديل

النجد هي إحدى قرى عزلة بني مدسم بمديرية إب التابعة لمحافظة إب، بلغ تعداد سكانها 307 نسمة حسب تعداد اليمن لعام 2004.